# Convênio de Taubaté
O Convênio de Taubaté assinado em 26 de fevereiro 1906 foi um acordo firmado entre os governadores dos estados de São Paulo (Jorge Tibiriçá), Minas Gerais (Francisco Antônio de Sales) e Rio de Janeiro (Nilo Peçanha) prevendo a colheita de uma safra recorde. Agregado dentro dos princípios da "Política dos Governadores", acordou-se uma intervenção do Governo federal em benefício da classe dos cafeicultores de determinadas regiões do Brasil.
O convênio estabelecia preços mínimos para a compra do excedente pelos governos, que a exportação de tipos inferiores de café fosse desencorajada, que fosse melhorada a propaganda no exterior, que se estimulasse o consumo interno e restringisse a expansão das lavouras. As compras seriam financiadas por emissões lastreadas em empréstimos externos. Além disso, o governo federal se comprometia com a criação da Caixa de Conversão a fim de estabilizar o câmbio, e assim, a renda dos cafeicultores em moeda doméstica. O convênio deu início à primeira operação de defesa do café, que foi composta por uma política de valorização do produto e outra de estabilização cambial.

## História

### Antecedentes

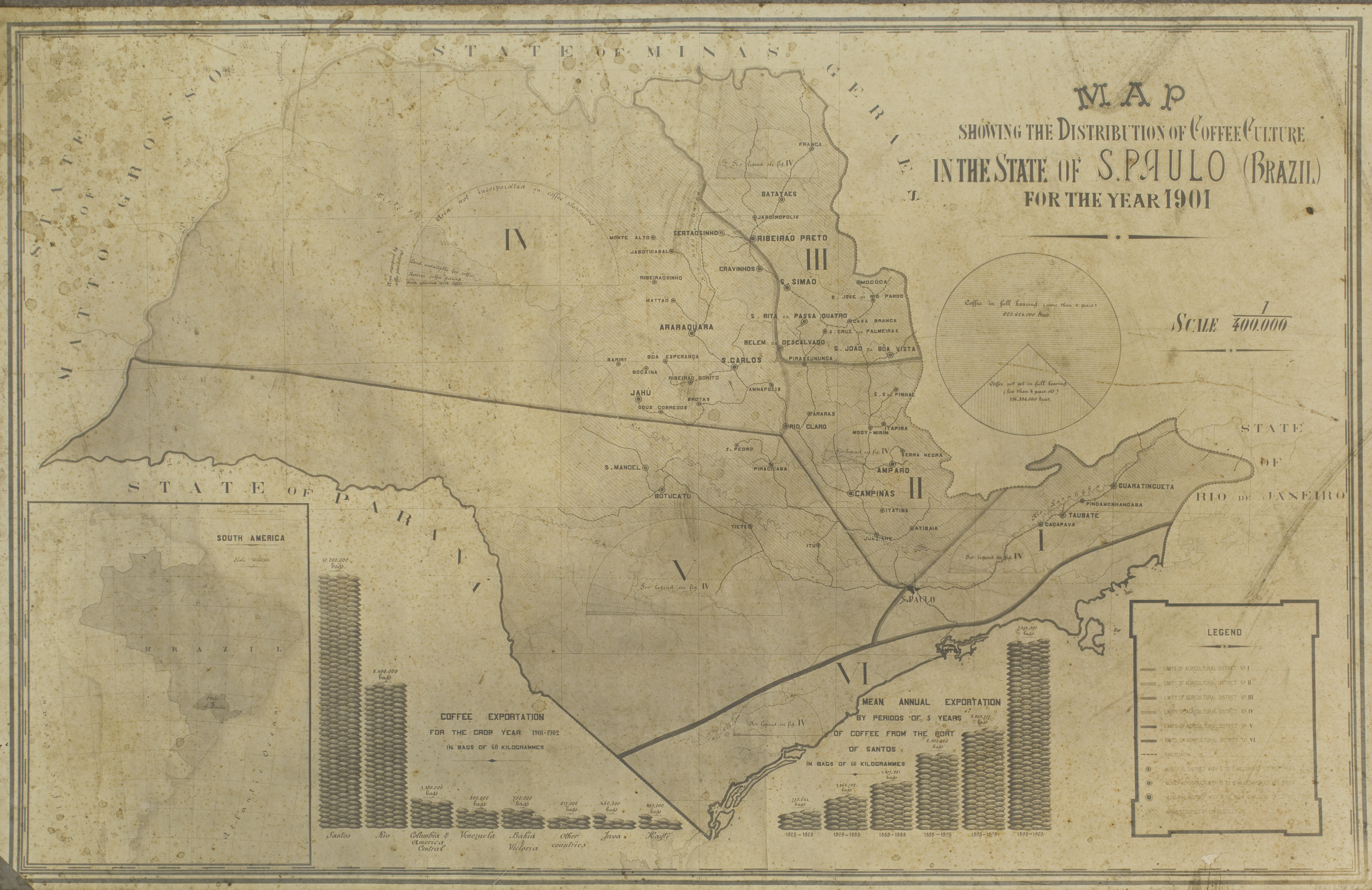
Mapa ilustrativo da distribuição da Cultura do Café em 1901 no estado de São Paulo.

No início do século XX, quando se configurou a crise da superprodução do café no Brasil, o seu preço no mercado internacional caía sensivelmente. A sensibilidade internacional dos preços do café à produção brasileira era possível graças ao seu domínio na produção internacional, onde o país, sozinho, controlava três quartos da oferta mundial. Já a partir da crise de 1893, que atingiu particularmente os Estados Unidos, principal comprador do café brasileiro, o preço do café caiu 1/3 do valor daquele ano: de 4,09 libras a saca para 1,48 libras em 1899. Em 1902, o governo do estado de São Paulo proibiu ao estabelecimento de novas plantações, temendo mais quedas no preço. A crise mobilizou  os cafeicultores, que se reuniram para a criação de uma estratégia que mantivesse o preço do produto valorizado em momentos de crise. Essa estratégia firmou-se no Convênio de Taubaté. 

### O Convênio de Taubaté
Em fevereiro de 1906, reuniram-se em Taubaté os governadores dos estados de São Paulo, Jorge Tibiriçá Piratininga, de Minas Gerais, Francisco Antônio de Sales, e do Rio de Janeiro, Nilo Procópio Peçanha (posteriormente substituído no cargo por Alfredo Backer), e como resultado assinaram, no nono dia desse mês, um convênio que estabelecia as bases de uma política conjunta de valorização do café, condicionado à aprovação pelo presidente da República. Entretanto, o presidente Rodrigues Alves iria se recusar a assinar o acordo, que foi ratificado, então, pelo seu sucessor, Afonso Pena.
Celso Furtado, em sua obra Formação Econômica do Brasil, assim resumiu essas medidas:
- Visando estabelecer um equilíbrio entre a oferta e a procura, o governo interviria no mercado, adquirindo os excedentes dos cafeicultores;

- O financiamento das aquisições se efetuaria mediante o recurso a capitais obtidos por empréstimos no estrangeiro;

- A amortização e os juros desses empréstimos seria efetuada mediante um novo imposto cobrado em ouro sobre cada saca de café exportado;

- Visando solucionar a médio e longo prazo o problema do excesso de produção, os governadores dos estados produtores adotariam medidas visando desencorajar a expansão das lavouras pelos cafeicultores.

Com isso, os preços do produto eram mantidos artificialmente altos, garantindo-se os lucros dos cafeicultores. Estes, ao invés de diminuírem a produção de café, continuaram produzindo-o em larga escala, obrigando o governo a contrair mais empréstimos para continuar adquirindo esses excedentes. O Estado adquiriu o produto para revenda em momentos mais favoráveis até 1924, ano em que foi criado o Instituto do Café de São Paulo, a partir de quando essa intervenção passou a se dar de forma indireta.

## Consequências
Ainda de acordo com Celso Furtado, a maior falha dessa política de valorização artificial do café foi não ter incentivado a diversificação da pauta de exportações brasileiras, por meio de subsídios, para assim aliviar a pressão da oferta interna sobre a tendência da queda de preços verificada na época. Contudo, ele próprio concorda que tal ação governamental seria bastante dificultada por não corresponder aos interesses políticos predominantes na época, vinculados à exportação do café.
Para Rodrigo Goyena, autor do livro Entre Oligarquias, por esse meio acontecia a socialização das perdas: enquanto que os lucros da café permaneciam em mãos privadas, o país era privado de outros investimentos para sustentar os cafezais. 
O Convênio de Taubaté foi uma forma usada para enriquecer os proprietários de café, alguns dos quais investiram na industrialização de São Paulo, já que a produção tinha venda garantida. Vendo a impossibilidade de pagar as dívidas que o governo paulista contraiu no exterior após a crise de 1929, em 1930, o governo nacional de Vargas assumiu todas as dívidas, as nacionalizando.